# Chaetocercus mulsant
Chaetocercus mulsant là một loài chim trong họ Trochilidae.

## Hình ảnh

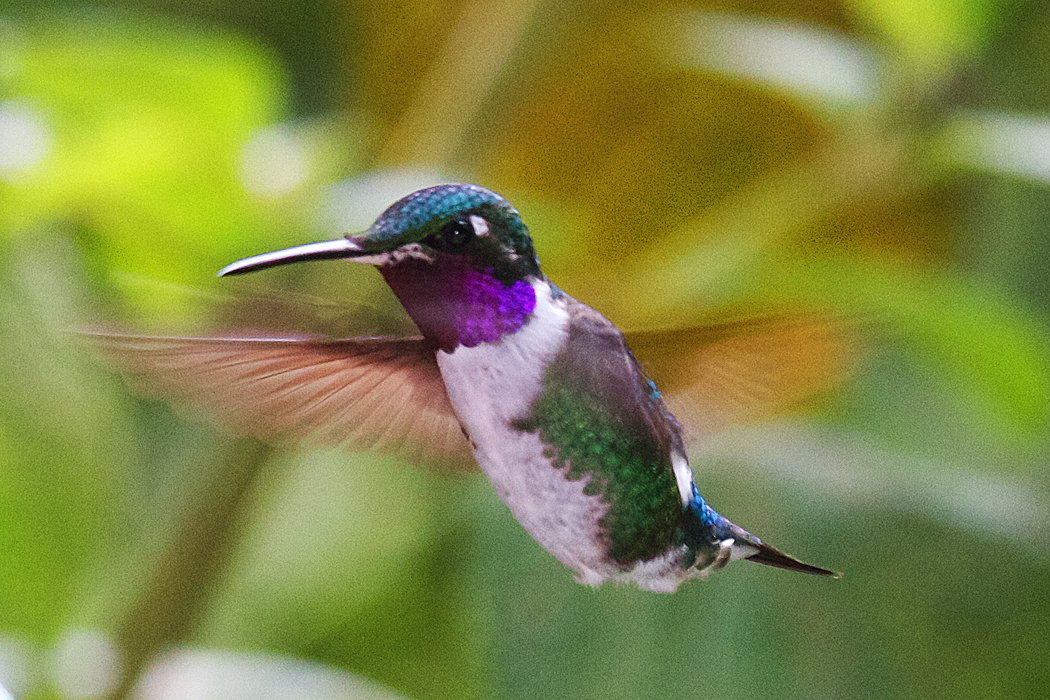
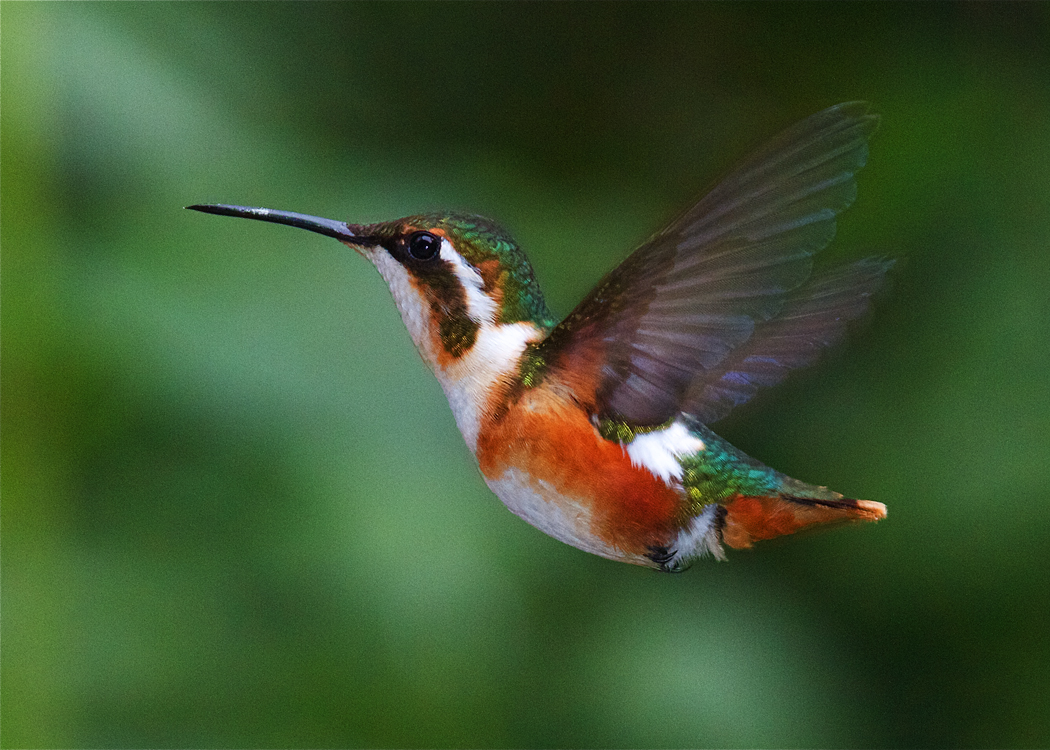